# Icie Hoobler
Icie Gertrude Macy Hoobler (23 de julio de 1892 - 6 de enero de 1984) fue una bioquímica estadounidense que investigó en nutrición humana, específicamente en relación con madres e hijos. A pesar de ser discriminada por su sexo, se convirtió en la primera mujer que presidió una sección local de la Sociedad Química Estadounidense y ganó 22 premios y honores por la investigación de su laboratorio.

## Temprana edad y educación
Hoobler creció en una granja de Gallatin, Missouri, donde se interesó por la ciencia al observar la maduración de los animales y pasar el tiempo vagando por la propiedad de su familia. Se interesó especialmente por el bienestar de los niños durante un viaje en su infancia, en el que observó a niños enfermos en malas condiciones de vida en las montañas de Arkansas y le despertó la compasión.
Antes de seguir la carrera de química, Hoobler pasó tres años en el Central Female College de Lexington, Missouri, a instancias de sus padres, en contra de sus propios deseos. En el Central College conoció a su primera mentora, la profesora de biología Lily Egbert, que la animó a dedicarse a la ciencia. Con una nueva pasión por la ciencia, decidió asistir a la Universidad de Chicago para especializarse en química con una especialización en física. Su asesor en la Universidad de Chicago la envió a la Universidad de Colorado en Boulder para enseñar química inorgánica.
Hoobler se licenció en la Universidad de Colorado en 1918. Su primer proyecto de maestría fue el desarrollo de una prueba de cianuro más sensible para las autopsias, que dio lugar a su primera publicación. Su segundo proyecto consistió en mejorar un método de extracción de ácido túngstico a partir de minerales de wolframio. Además, Hoobler fue ayudante de cátedra en el curso de química fisiológica de la facultad de medicina
Inmediatamente después de obtener su maestría, ingresó en un programa de doctorado en la Universidad de Yale, donde estudió química fisiológica. En aquella época, Yale admitía a un puñado de mujeres estudiantes de posgrado, pero a éstas les resultaba difícil encontrar alojamiento cerca del campus, ya que los propietarios discriminaban a las mujeres y las consideraban "molestas". Hoobler se unió al Club de Mujeres Graduadas y trabajó para mejorar las condiciones de vida de las estudiantes graduadas. Finalmente, gracias a la persuasión del Club de Mujeres Graduadas, la universidad ofreció una opción de vivienda en el campus a las estudiantes.
Durante una conferencia sobre la industria láctea en Yale, el profesor animó a las mujeres asistentes a dedicarse a la investigación de la nutrición humana. Hoobler se sintió inspirada y la salud de las madres, los bebés y los niños se convirtió en una prioridad en sus futuras investigaciones.

## Carrera profesional
Tras obtener su doctorado en Yale, empezó a trabajar en el Hospital Western Pennsylvania de Pittsburgh como asistente de química, donde se enfrentó a una discriminación extrema por su género. El hospital sólo tenía baños para hombres, y Hoobler tenía que usar un baño en un edificio público a media cuadra de distancia. Debido a ello, limitó sus visitas al baño y, tras unos meses de trabajo en el hospital, desarrolló una nefritis aguda (inflamación de los riñones). A causa de la nefritis aguda, se le instó a pedir una excedencia de un año. Además, a Hoobler no se le permitió comer en el comedor para médicos, ya que todos los demás médicos eran hombres, y tampoco se le permitió comer en el comedor de las enfermeras por motivos burocráticos, por lo que comió con los empleados del hospital. Al expresar su descontento al jefe del laboratorio, le dijeron que pronto se acostumbraría a las condiciones. Al cabo de dos semanas, y al no mejorar las condiciones, Hoobler dimitió del Western Pennsylvania Hospital.
Un día después de su dimisión, el presidente del consejo de administración le preguntó por qué había decidido dimitir y por qué no había asistido al banquete anual del personal, al que el jefe del laboratorio no la había invitado porque no creía que quisiera estar con "todos esos hombres". Después de que el presidente reprendiera al jefe del laboratorio, el trato de Hoobler en el hospital mejoró para su satisfacción
Hoobler se enfrentó a otros numerosos casos de discriminación a lo largo de su carrera, como cuando el Club Chicago la invitó a hablar en su evento, sin darse cuenta de que "Icie" era un nombre de mujer. Al llegar al acto, a Hoobler no se le permitió entrar hasta que su marido negoció con el gerente y el consejo de administración volvió a votar si la dejaban hablar o no
En 1923, durante su año de descanso tras desarrollar una nefritis, Hoobler comenzó a dar clases en la Universidad de California, Berkeley. Impartió un curso de química alimentaria, entre otros. Mientras enseñaba, le ofrecieron el puesto de directora del Proyecto de Investigación sobre Nutrición de la Escuela Merril-Palmer para la Maternidad y el Desarrollo Infantil. El objetivo del proyecto era mejorar los conocimientos y la investigación sobre la salud de las madres. Hoobler pasó los siguientes 31 años dirigiendo el laboratorio y luego fue consultora de investigación desde 1954 hasta 1974. Bajo su dirección, el laboratorio publicó 300 artículos en revistas y varios libros sobre temas que iban desde el metabolismo de la mujer durante el ciclo reproductivo hasta la química de los glóbulos rojos.

## Honores
En 1931, Hoobler fue seleccionada como la primera mujer presidenta de la sección local de la American Chemical Society. Recibió 22 menciones, premios y honores en el transcurso de su investigación, incluido el Premio Norlin de la Universidad de Colorado Boulder, la Medalla Garvan-Olin de la Sociedad Química Estadounidense, el Premio Borden de la Asociación Estadounidense de Economía del Hogar, el Premio Osborne y el Premio Mendel del Instituto Americano de Nutrición.

## Vida personal
A la edad de 46 años, Hoobler se casó con el Dr. Raymond Hoobler, pero este murió en 1943, después de cinco años de matrimonio. En 1982, Hoobler regresó a su lugar de nacimiento en Missouri y murió dos años después, en 1984.

## Otras lecturas
- Wayne, Tiffany K. (2011). American women of science since 1900. Santa Barbara, Calif.: ABC-CLIO. ISBN 9781598841596.

- Datos: Q15989711